# Félix Dévé
Félix Augustin Dévé, né le 10 novembre 1872 à Beauvais, décédé le 1er septembre 1951 à Paris, est un médecin-chef de l'hospice général de Rouen (actuellement hôpital Charles-Nicolle) connu pour ses travaux sur l'échinococcose.

## Biographie
Issu d'une famille originaire d'Elbeuf, il naît à Beauvais où son père, Paul Augustin Dévé, exerce la profession de médecin. Il fait ses études au lycée Félix-Faure de Beauvais, puis étudie à la faculté de médecine de Paris. Il y passe le concours d'internat le 20 janvier 1897. Dès son internat, il entreprend des voyages d'études en Allemagne, Suisse, Autriche, Belgique, Hollande, Angleterre, Hongrie, Yougoslavie, Afrique du Nord et Proche-Orient et étudie l'échinococcose secondaire qui sera le sujet de la thèse qu'il soutient le 18 juillet 1901.
Il s'installe à Rouen où il est nommé médecin adjoint de l'hospice général de Rouen, puis concourt avec succès pour le poste de médecin-chef, le 31 juillet 1907. Il devient également professeur suppléant de pathologie médicale de novembre 1908 jusqu'au 27 octobre 1924. Il est nommé officier d'Académie en 1908.
Mobilisé, lors de la Première Guerre mondiale comme médecin aide-major de 1re classe, il devint médecin-chef de l'ambulance, puis médecin consultant de la 3e armée, et finit le conflit comme chevalier de la Légion d'honneur et titulaire de la Croix de guerre.
En 1924, il est professeur de clinique médicale, à l'Hôtel-Dieu de Rouen, jusqu'au 31 décembre 1940. L'honorariat lui est conféré le 1er janvier 1941. Son appartement est détruit par les bombardements le 29 avril 1944, détruisant une grande partie de sa documentation et le rendant sourd jusqu'à la fin de sa vie.

## Distinctions
- Officier de la Légion d'honneur (1947), chevalier (1918)[3] ;
- Croix de guerre 1914–1918.

## Distinctions médicales
- membre correspondant de la Société anatomique de Paris (1903),
- membre correspondant de la Société de pathologie comparée (1912),
- membre correspondant de la Société de thérapeutique (1919),
- membre correspondant de la Société de biologie (1919),
- membre correspondant de nombreuses autres société scientifiques étrangères,
- membre correspondant l'Académie de médecine de Buenos-Aires (1932), à l'occasion d'un cycle de conférences qu'il y donna, du 14 juillet au 4 octobre 1932.

## Ouvrages
- L'échinococcose secondaire (1916), qui reçut le prix Albert Ier de Monaco
- L'échinococcose osseuse (1918)
- L'échinococcose primitive (1919)

De 1895 à 1951, il a signé plus de cinq cents communications, dont les trois cinquièmes ont trait à l'échinococcose. Deux mémoires, l'un sur les kystes hydatiques du foie (1905), l'autre sur La pathogénie des affections parasitaires, non microbienne, du foie chez l'homme (1912) ont été couronnées par l'Académie de médecine.

## Divers
- un pavillon de l'hôpital Charles-Nicole, faisant partie du CHU de Rouen a été nommé en son honneur.
- un cabinet médical à Saint-Valery-en-Caux porte son nom.
- Il y a une rue du Docteur-Dévé à Rouen.
- Il y a un square Félix-Dévé à Beauvais.